# Iulia Andrei
Iulia Maria Andrei (n. 19 martie 1997, în Râmnicu Vâlcea) este o handbalistă română care joacă la CSM Târgu Jiu pe postul de intermediar stânga.
Andrei a început să joace handbal la vârsta de 7 ani, la secția de junioare a CS Oltchim Râmnicu Vâlcea, sub îndrumarea profesoarei Maria Ciulei. A continuat apoi la HC Oltenia Râmnicu Vâlcea, iar apoi a jucat mai multe sezoane la echipa Grupului Școlar Energetic Râmnicu Vâlcea, cu care a câștigat de cinci ori la rând titlul național la diverse categorii de junioare. În tot acest timp, Andrei a fost căpitanul echipei. Iulia Andrei este o handbalistă polivalentă, fiind folosită în trecut atât pe postul de inter stânga, cât și ca centru sau pivot.
Handbalista a fost prima dată convocată la lotul național de către antrenorii Constantin Dincă și Nicoleta Lazăr, în 2010, la echipa de cadete a României, cu care Andrei a câștigat medalia de aur la Campionatul Internațional din 2011, desfășurat în Italia. În 2014, Iulia Andrei a fost componentă a echipei de junioare a României care a câștigat medalia de aur la Campionatul Mondial din Macedonia. A debutat la senioare și totodată în Liga Națională, în 2015, cu HC Alba Sebeș. După retrogradarea echipei sebeșene la finalul sezonului 2015-2016, Andrei s-a transferat la CSM Slatina, formație care evolua în Divizia A și care a promovat în Liga Națională în 2017. În 2020, s-a transferat la CS Dacia Mioveni 2012. După un sezon la echipa argeșeană s-a transferat la CSM Târgu Jiu cu care a promovat în Liga Națională în 2022.
În 2010, Iulia Andrei a absolvit cursurile școlii de arbitri pentru handbal.

## Palmares
Echipa națională
- Campionatul Mondial pentru Junioare:
  -  Medalie de aur: 2014

- Campionatul Internațional pentru Cadete:
  -  Medalie de aur: 2011

- Campionatul European pentru Cadete:
  -  Medalie de bronz: 2011

Echipe de club
- Campionatul Național de Junioare I
  - Medalie de argint: 2015

- Campionatul Național de Junioare II
  - Medalie de aur: 2013

- Campionatul Național de Junioare III
  - Medalie de aur: 2011, 2012

- Campionatul Național de Junioare IV
  - Medalie de aur: 2010
  - Medalie de argint: 2009

- Olimpiada Națională a Sportului Școlar
  - Medalie de aur: 2011

## Premii individuale
- Handbalista de perspectivă a turneului de la Craiova: 2007;[2]
- Cea mai bună marcatoare a Cupei „Gabriela Rotiș Nagy” pentru junioare IV de la Sfântu Gheorghe: 2008;[2]
- Cea mai tânără handbalistă a Campionatului Național pentru junioare III: 2008;[2]
- Cea mai bună marcatoare a Campionatului Național pentru junioare IV: 2009;[2]
- Cea mai tehnică handbalistă a Campionatului Național pentru junioare IV: 2010;[2]
- Cel mai bun inter stânga al Campionatului Național pentru junioare III: 2011;[2]
- Cea mai bună marcatoare de la turneul de calificare pentru Campionatul European pentru Junioare din Polonia: 2013;[2]
- Cea mai bună apărătoare a Campionatului Național pentru junioare I: 2015;[20]

## Distincții individuale
- Locul secund în clasamentul celor mai buni sportivi ai județului Vâlcea: 2014 - premiu acordat de Direcția Județeană pentru Sport și Tineret Vâlcea;[21][22]
- Deținătoare a plachetei „Râmnicul meu”, însoțită și de un premiu de 3000 lei, acordate de primăria Râmnicu Vâlcea: 2014;[23][2][24]
- Cetățean de onoare al comunei Golești: 2012;[2]
- Deținătoare a unei diplome de excelență acordată de primăria Golești: 2012;
- Un complex sportiv din comuna natală, Golești, poartă numele de Clubul Olimpic „Andrei Iulia Maria”.[25][2]